# دانيلا بورانوف
دانيلا بورانوف (بالروسية: Буранов, Данила Олегович)‏ (11 فبراير 1996 بموسكو في روسيا - ) هو لاعب كرة قدم روسي في مركز الوسط. شارك مع منتخب روسيا تحت 17 سنة لكرة القدم. أما مع النوادي، فقد لعب مع سبارتاك موسكو ونادي بلشينا بوبرويسك ونادي سبارتاك موسكو 2 لكرة القدم وطوربيدو أرمافير ‏.

## روابط خارجية
- دانيلا بورانوف على موقع قاعدة بيانات كرة القدم.إي يو (الإنجليزية)
- دانيلا بورانوف على موقع Soccerway.com (الإنجليزية)